# جرمانيكوس
جرمانيكوس (واسمه الكامل جرمانيكوس يوليوس قيصر؛ 24 مايو 15 قبل الميلاد - 10 أكتوبر 19 ميلادي) كان أحد أفراد سلالة يوليوس وكلوديوس وجنرالا بارزا في الإمبراطورية الرومانية وعرف بحملاته في جرمانيا. جرمانيكوس هو ابن نيرو كلوديوس دروسوس وأنطونيا مينور، وولد في فرع بارز من عائلة كلوديا النبيلة. وقد أضيف لقب جرمانيكوس إلى اسمه الكامل في عام 9 قبل الميلاد عندما منح لأبيه بعد وفاته تكريما لانتصاراته في جرمانيا. تبناه عمه تيبيريوس في عام 4 م، والذي خلف أغسطس كإمبراطور على روما بعد عقد من الزمان. ونتيجة لذلك، أصبح جرمانيكوس عضوا رسميا في عائلة يوليا، وهي عائلة أخرى بارزة كان مرتبطا بها من جانب والدته. تعززت صلته مع عائلة يوليا بزواجه من أغريبينا الكبرى حفيدة أغسطس.
ترقى جرمانيكوس بسرعة في السياسة في عهد أغسطس، وذلك بصفته وريثا لوريث الإمبراطور، وتولى منصب كويستور (مفتش) قبل خمس سنوات من بلوغه السن القانونية للمنصب في سنة 7 م. وبقي فيه حتى سنة 11 م، وانتخب قنصلا في عام 12 بعد الميلاد. بعد ذلك بعام، أصبح وكيل قنصل عن جرمانيا الصغرى وجرمانيا الكبرى وكل بلاد الغال. من هناك قاد ثمانية فيالق، ما يشكل حوالي ثلث الجيش الروماني بأكمله، وقاد هذه الفيالق ضد القبائل الجرمانية في حملته من 14 إلى 16 ميلادية. انتقم من هزيمة الإمبراطورية الرومانية في غابة تيوتوبيرج واسترجع اثنين من نسور الفيالق الثلاثة التي فقدت خلال المعركة. عاد إلى روما في عام 17 م حيث أقيم له احتفال نصر قبل أن يغادر لإعادة تنظيم مقاطعات آسيا الصغرى، حيث ادرج محافظات كابادوكيا وكوماجين في عام 18 م.
وبينما كان في المقاطعات الشرقية، دخل في صراع مع حاكم سوريا، غنيوس كالبورنيوس بيسو. خلال هذه الفترة، أصبح جرمانيكوس مريضا في أنطاكية، حيث توفي في 10 أكتوبر 19. وقد نسبت وفاته في المصادر القديمة إلى السم، ولكن هذا لم يثبت قط. كان جرمانيكوس قائدا شهيرا وكان محبوبا واعتبر صورة الروماني المثالي لفترة طويلة بعد وفاته.  ومثل بالنسبة للرومان معادل الإسكندر الأكبر بسبب وفاته في سن مبكرة، وشخصيته الفاضلة، ولياقته البدنية، وشهرته العسكرية. 

## بدايات حياته
اسم جرمانيكوس هو الوحيد الذي فيه عرف به في التاريخ وورثه من أبيه نيرو كلاوديوس دروسوس الجنرال المشهور، أخ تيبيريوس وابن زوجة أغسطس. أمه كانت أنطونيا الصغرى، ابنة ماركوس أنطونيوس وابنة أخت أغسطس، وكان قد تزوج أغريبينا حفيدة نفس الإمبراطور. ولذا كان من الطبيعي بأنه اعتبر مرشحا ليكون إمبراطورا. تردد أغسطس كما يبدو لمدة طويلة في هذا سواء كان يجب أن يسميه كوريثه أم لا، وكنوع من المساومة طلب أن يتبناه عمه تيبيريوس، مع أن تيبيريوس كان لديه ابن. لا يعرف الكثير عن سنواته الأولى وتعليمه، ولكنه امتلك قدرات أدبية كبيرة، وبأن هذه القدرات صقلت بعناية كما جمعنا من معلومات عن طريق الخطابات التي يلقنها له تاكيتوس، وكذلك فقد بنى سمعة كخطيب، كما هو مثبت من قبل سويتونيوس وأوفيد، ومن الأجزاء الباقية من أعماله.

## حياته العسكرية
خدم كجندي في عمر العشرين تحت إمرة تيبيريوس، وتمت مكافأته بشارة النصر لخدماته في سحق الثورة في دالماسيا وبانونيا. وفي عام 11 للميلاد رافق تيبيريوس في حملته على الراين، حيث تم القيام بها بهدف ضمان الحدود الألمانية بعد هزيمة واروس. في عام 12 م أصبح قنصلا، وزاد من شعبيته بالظهور كمحامي في محاكم العدالة، وبالاحتفال بالألعاب الرائعة. وبعد وقت قصير عينه أغسطس لقيادة للفيالق الثمانية على الراين. عندما أتت أخبار موت الإمبراطور (14 م) فإننا نجد جرمانيكوس في لوغدونوم (ليون)، حيث كان يراقب إحصاء سكان بلاد الغال. وفي مثل هذا الوقت تقريبا جاء تقرير يقول أن هناك تمرد اندلع بين فيالقه على أسافل الراين.
عجل جرمانيكوس بعودته إلى المعسكر، الذي أصبح الآن واقعا في تمرد. وقمع العصيان بصعوبة، ويعود الفضل في نجاحه جزئيا إلى التنازلات التي منحتها له سلطة الإمبراطور، لكن بصورة رئيسية بسبب شعبيته الكبيرة. وقد اقترح بعض المتمردين في الحقيقة بأنه يجب أن يكون قائدهم ويأمنون الإمبراطورية له، لكن رفض عرضهم. لكي يهدئ جرمانيكوس الحماس قرر حالا القيام بحملة. وعبر الراين وهاجم ودحر قبائل مارسي، وخرب وادي نهر إمس.
في السنة التالية تحرك ضد أرمينيوس الذي هزم واروس، وأدى طقوس الموت على بقايا الجنود الرومان التي لم تزل غير مدفونة هناك، ونصب رابية ترابية لتشير لتلك النقطة. ولكن أرمينيوس الذي حمته المستنقعات، كان قادرا على الحفاظ على ملكه، وتطلب الأمر حملة أخرى قبل أن يهزم في النهاية. حيث قام بمناورة ذكية على البر والماء فتمكن جرمانيكوس من تركيز قواته ضد القسم الرئيسي للجرمان المعسكر على نهر فيسر، وليسحقهم في معركتين منفصلتين. وتم رفع نصب على الميدان الذي أعلن فيه بأن جيش تيبيريوس انتصر على كل قبيلة بين نهري الراين وإلب. وقد كان نجاح الأسلحة الرومانية عظيما، لكن هذا لم يبرر النصوص المبالغة عنها؛ حيث نقرأ عن هجمات مجددة من البرابرة، وخطط لحملة رابعة للصيف التالي.
لكن نجاح جرمانيكوس حرك الغيرة والمخاوف داخل تيبيريوس، وأرغم بعد تردد على العودة إلى روما. في 26 مايو في سنة 17 احتفل بالنصر. ولم يقابله الحماس فقط من عامة الناس، بل أيضا من الحرس البرايتوري الخاص بالإمبراطور، وكان هذا الحماس كبيرا جدا بحيث أن تم إبعاده من العاصمة. وأرسل إلى الشرق مع جيوش كبيرة لحل مشكلة على الخلافة في بارثيا وأرمينيا. في نفس الوقت أرسل غنايوس كالبورنيوس بيسو أحد أكثر النبلاء عنفا وطموحا كحاكم على سوريا لمراقبة تحركاته.
مضى جرمانيكوس بطريقة هادئة إلى سوريا، وتوقف في طريقه على دالميشيا، وزار ساحة معركة أكتيوم وأثينا وطروادة، وأماكن أخرى ذات أهمية تاريخية. قابل مساعده بيسو في رودس، الذي كان يريد بكل السبل أن يحبط جرمانيكوس ويطعن به. وصل جرمانيكوس إلى وجهته، لم يجد صعوبة في وضع تسوية بين المحافظات المتناحرة، رغم معارضة بيسو العنيفة والدائمة. وفي أرتاكساتا تم تتويج زينو ملكا على أرمينيا. أما عن محافظات كابادوكيا وكوماغيني تم تعيين حكام رومان؛ وتمت المصالحة مع بارثيا بإبعاد الملك المخلوع فورونس.

## وفاته

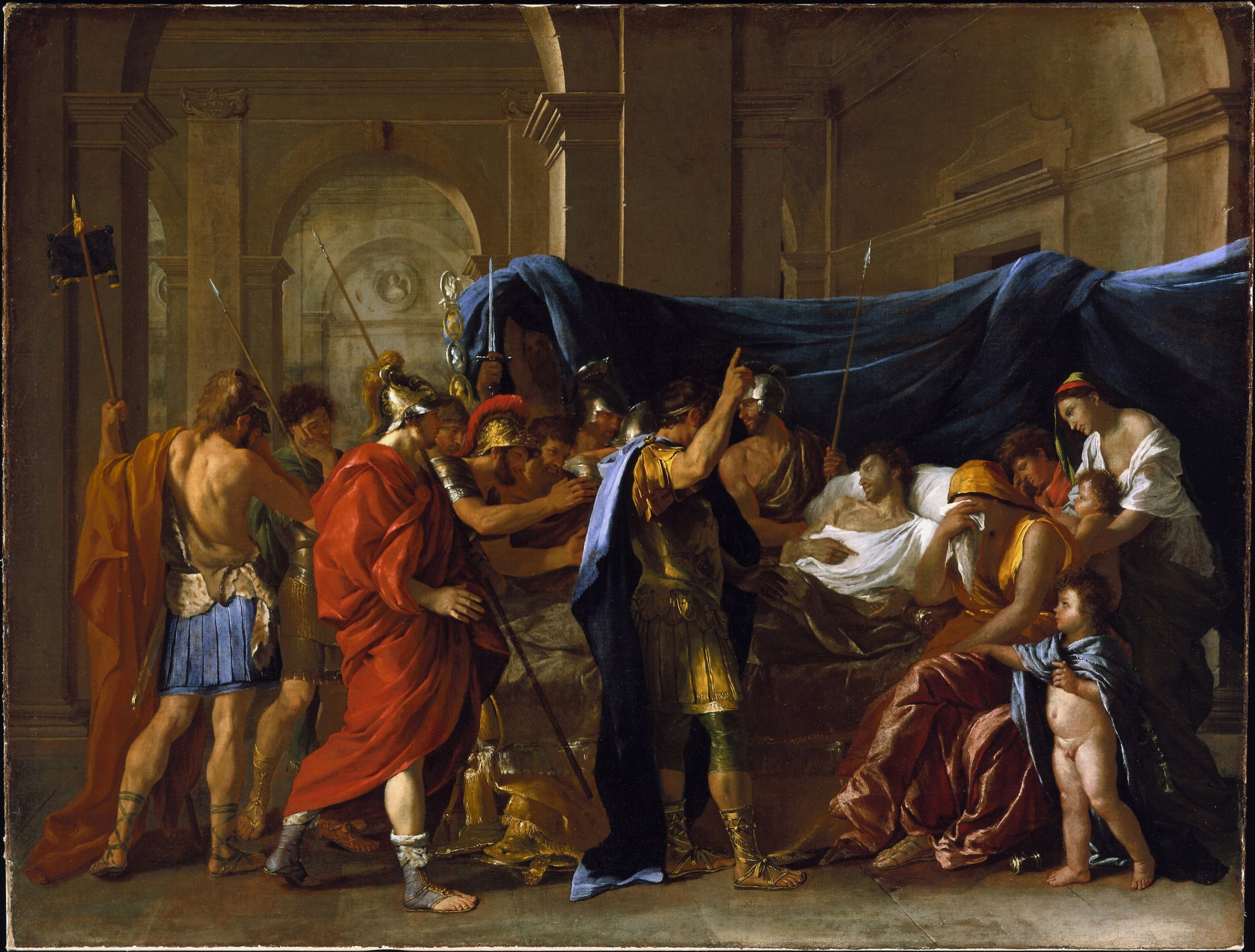
وفاة جرمانيكوس، لوحة للرسام الفرنسي نيكولا بوسان

بعد قضاء الشتاء في سوريا بدأ جرمانيكوس جولة في مصر. كان الدافع الرئيسي لرحلته حب السفر والدراسة الأثرية، ويبدو أن الأمر لم يخطر عليه حتى حذره تيبيريوس بأنه كان بذلك ينتهك قانونا عرفيا يمنع أي روماني ذا رتبة من أن يضع قدما في مصر بدون إذن صريح. وعند عودته إلى سوريا وجد أن كل ترتيباته اللاحقة كانت قد ألغيت من قبل بيسو. ثم تلى ذلك تراشق عنيف بالاتهامات، ونتج عن هذا كما يبدو وعد من ناحية بيسو أن يترك المحافظة. لكن عند هذه النقطة أصيب جرمانيكوس فجأة بالمرض الشديد عندما كان في إبيدافني قرب إنطاكية، وقال بنفسه (وكذلك أصدقائه) أنه بسبب سم قدمته لهم بلانكينا زوجة بيسو بتحريض من تيبيريوس.
فهذا الموضوع مفتوح للشك سواء كانت هذه الشكوك حقيقية أم لا؛ ويبدو بشكل أكثر احتمالا بأن موته كان لأسباب طبيعية. جلب رماده إلى روما في السنة التالية (20 م) من قبل زوجته أغريبينا، وأودع في قبر أغسطس. وكان عنده تسعة أطفال، ستة منهم وهم ثلاثة أبناء وثلاث بنات عاشوا بعده، بينهم الإمبراطور المستقبلي غايوس الذي عرف باسم كاليغولا وأغريبينا الصغرى وهي أم نيرون.

## إرثه
أنزلت أخبار موته الحزن على الإمبراطورية بكاملها. وقد كان جرمانيكوس جديرا بهذا الولاء العاطفي. فقد مسح الخزي الوطني العظيم بأن قمع أكثر خصوم روما هولا. كانت حياته الخاصة لا تشوبها شائبة، وامتلك شخصية جذبت له الناس. ورغم ذلك كان هناك عناصر ضعف في شخصه لم تكشف حياته القصيرة سوى عن نصفها: فهناك التهور الذي جعله يهدد بالانتحار مرتين؛ كذلك كان مؤمنا شديدا بالخرافات الأمر الذي دفعه لاستشارة الكهنة وجعله يرتد عن خططه ويرجف من الطوالع السيئة؛ حبه الشديد للفن قاده للسفر في مصر بينما كان عدوه يخطط للتخلص منه؛ وافتقاره للجرأة والتصميم منعاه من الانتباه على عداوته مع بيسو حتى فوات الأوان.
امتلك جرمانيكوس موهبة أدبية كبيرة؛ وخطاباته ومسرحياته الكوميدية اليونانية تكلم عنها معاصروه كثيرا. لكن النموذج الوحيد من عمله الذي جاء إلينا هو ترجمة في سداسيات التفاعيل اللاتينية (نسبت بشكل عام إليه، رغم أن البعض يعتبر دوميتيان هو المؤلف)، والتي اعتبرت مع قصائد سكوليا من كتاب الظواهر لأراتوس، أرفع من أعمال شيشرون وأفيينوس (أفضل طبعة من قبل أيه بريسيغ نسخة عام 1867 وهناك نسخة 1899 بدون سكوليا). تحمل بضعة حكم يونانية ولاتينية موجودة تحمل اسم جرمانيكوس أيضا.